# المجلس الثوري الأعلى
المجلس الثوري الأعلى (بالإنجليزية: Supreme Revolutionary Council)‏ (SRC)، هي الهيئة الحكومية التي حكمت الصومال (جمهورية الصومال الديمقراطية) من الفترة 1969-1991. تأسس المجلس بعد استيلاء محمد سياد بري على السلطة إثر الانقلاب غير الدموي الذي وقع في عام 1969. و جاء الانقلاب بعد أيام قليلة من اغتيال عبد الرشيد علي شارماركي، الرئيس الثاني للبلاد، من قبل أحد حراسه.